# Elaphognathia korachaensis
Elaphognathia korachaensis is een pissebed uit de familie Gnathiidae. De wetenschappelijke naam van de soort is voor het eerst geldig gepubliceerd in 2002 door Svavarsson & Gisladottir.